# Burgruine Frauenburg (Unzmarkt-Frauenburg)

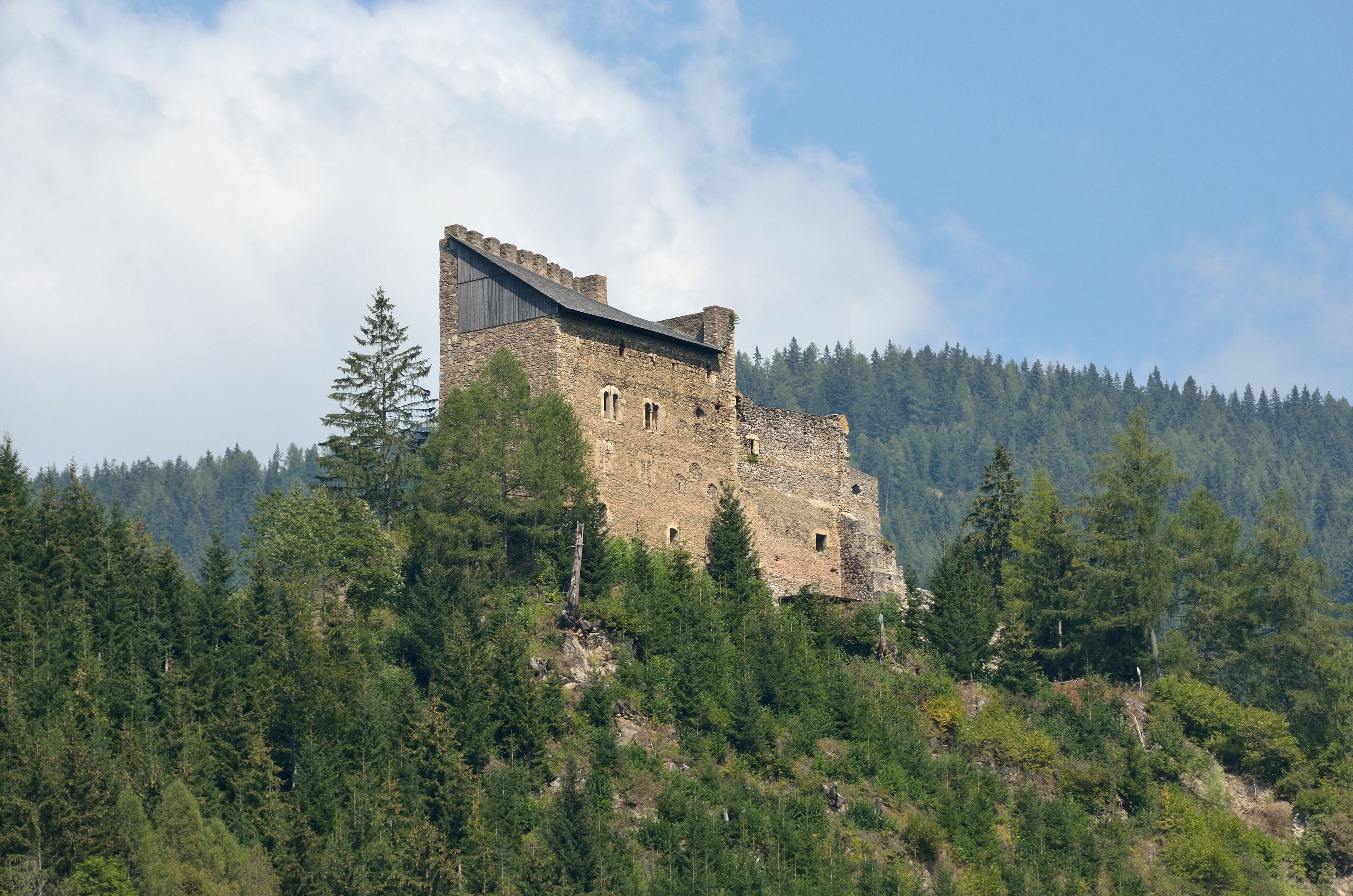
Ansicht der Ruine Frauenburg von Südosten

Die Burgruine Frauenburg ist eine österreichische Spornburg im Murtal über der steirischen Marktgemeinde Unzmarkt-Frauenburg.
Die steinerne Höhenburg wurde im 13. Jahrhundert durch den Minnesänger Ulrich von Liechtenstein errichtet und gilt als sein liebster Aufenthaltsort. Nach Aussterben seiner Familienlinie im 15. Jahrhundert erbten die verschwägerten Herren von Stubenberg Burg und Herrschaft Frauenburg. Sie erweiterten die Anlage um Bauten im Stil der Gotik, mussten sie aber 1666 wegen finanzieller Probleme an die Grafen von Schwarzenberg verkaufen. Nachdem diese Familie den Verwaltungssitz der Herrschaft nach Murau verlegt hatte, begann die ungenutzte Burganlage zu verfallen. Ein Feuer 1861 tat sein Übriges und ließ die Burg zu einer Ruine verkommen.
Ein Jahrhundert später begannen Restaurierungsmaßnahmen, in deren Zuge die Burgreste gesichert und wiederaufgebaut wurden. Heute steht die Anlage unter Denkmalschutz (Listeneintrag) und befindet sich immer noch im Privatbesitz der Familie Schwarzenberg. Sie steht aber Besuchern offen und ist ganzjährig frei zugänglich.

## Geschichte

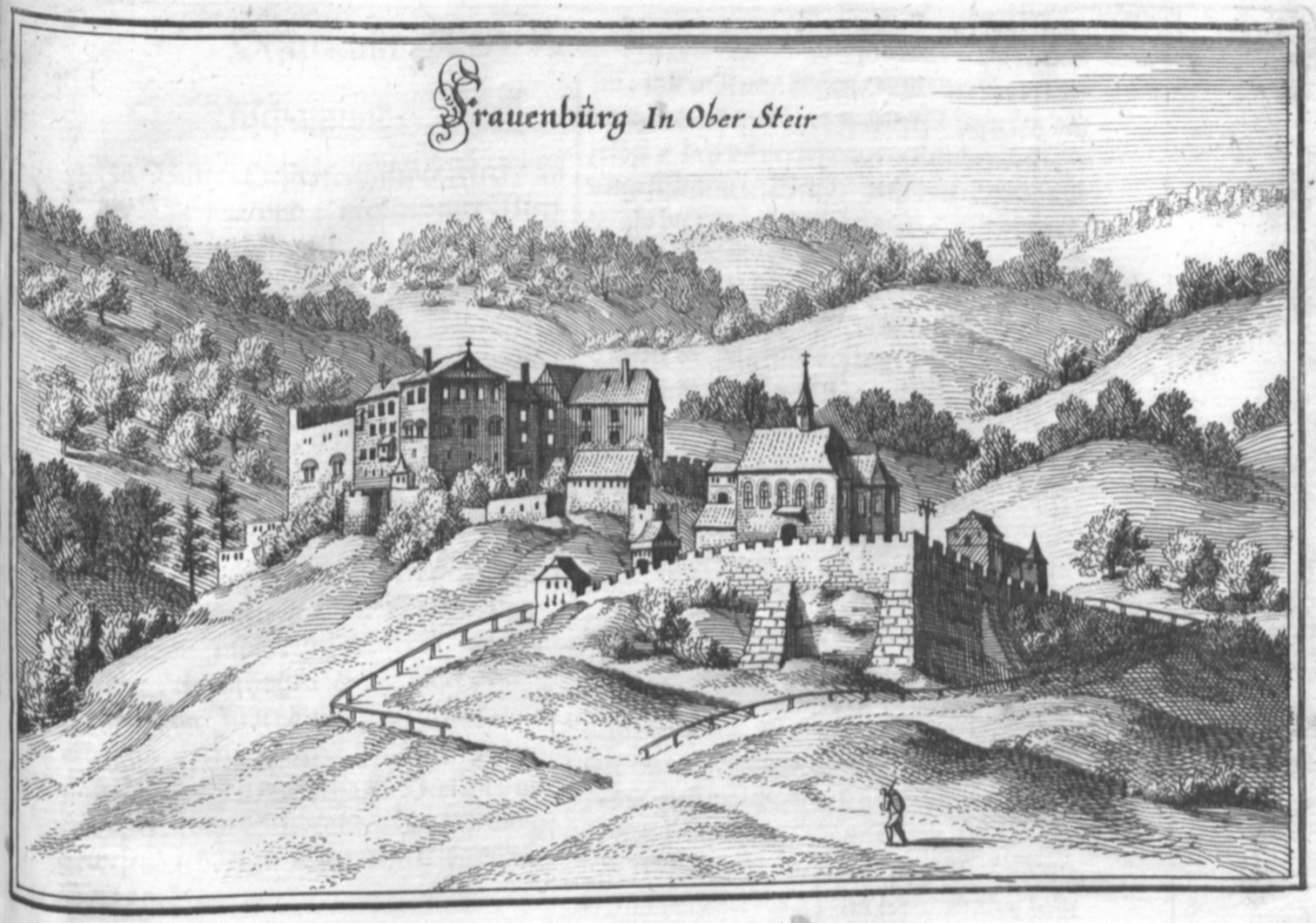
Die Frauenburg auf einem Stich von Matthäus Merian, 1679

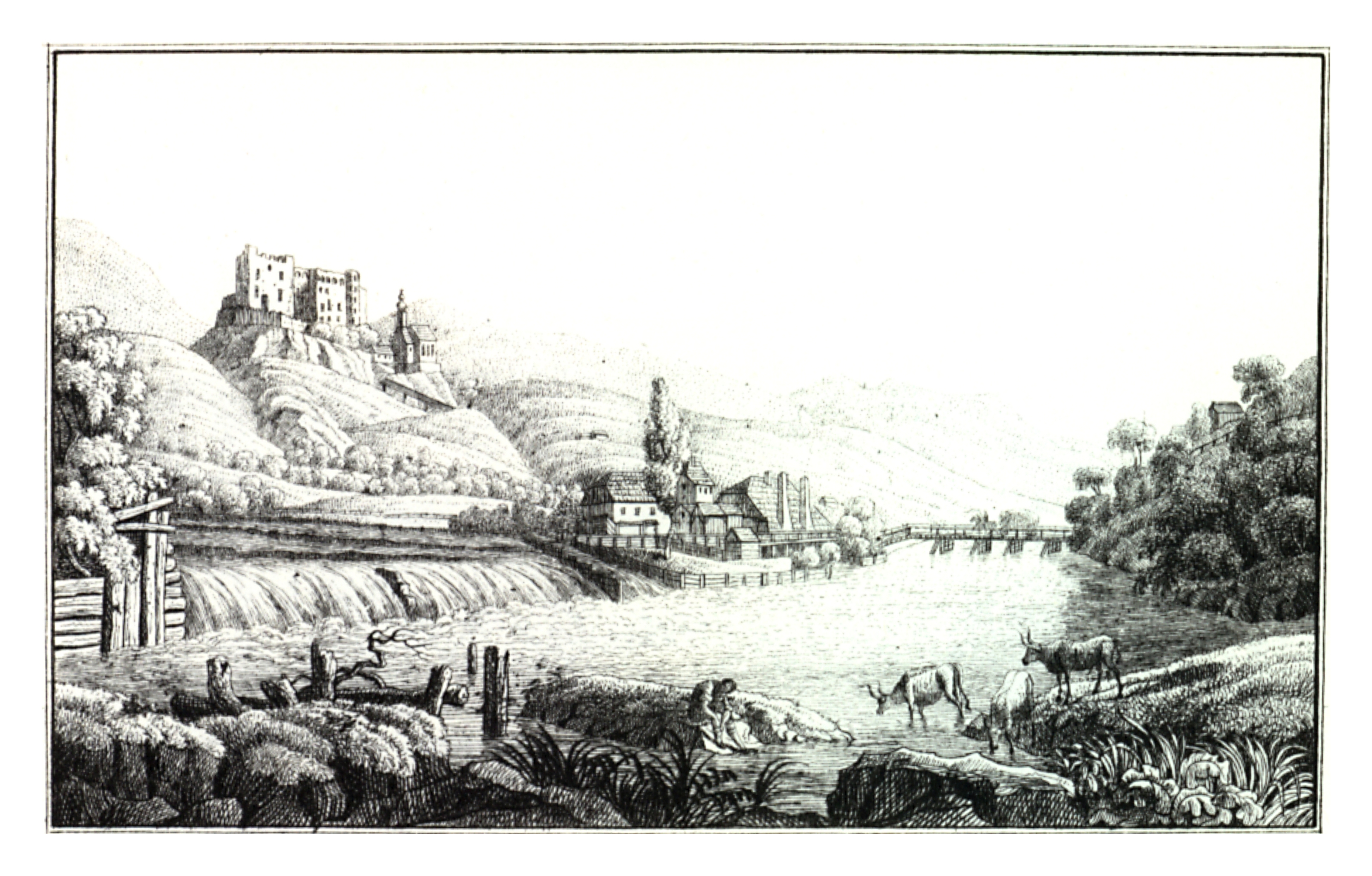
Unzmarkt und die Frauenburg um 1820, Lithografie von J. F. Kaiser

Die Frauenburg wurde um 1260 erstmals erwähnt, aber zu jener Zeit existierte sie wohl schon eine geraume Zeit. Ulrich von Liechtenstein hatte eine wahrscheinlich hölzerne Vorgängeranlage von seinem in Judenburg lebenden Vater Dietmar geerbt und diese vermutlich in den 1230er Jahren durch einen steinernen Wohnturm ersetzen lassen. Auf der Burg schrieb der Minnesänger seinen Frauendienst, ein unter anderem fast 15.000 Verse und 57 Lieder umfassendes Epos. Vermutlich war es auch Ulrich von Liechtenstein, welcher der Anlage den Namen Frauenburg gab. Im August 1248 wurde er dort von seinem Pächter Pilgrim von Katsch und dessen Diener Weinholt gefangengesetzt und über ein Jahr lang dort festgehalten. Erst durch eine Lösegeldzahlung des Grafen Meinhard von Görz kam er wieder frei. Im Jahr 1268 oder 1269 verlor er die Burg an den Böhmenkönig Ottokar, erhielt sie aber später unbeschädigt zurück. Nach Ulrichs Tod 1275 folgte ihm sein Sohn Otto als Burgherr nach.
Um das Jahr 1300 wurden dem Wohnturm zwei wuchtige Pfeiler vorgesetzt, die augenscheinlich später durch gemauerte Bögen miteinander verbunden wurden. Etwa zur gleichen Zeit entstand nordöstlich des Turms ein Wohnbau, der in einem Vertrag aus dem Jahr 1385 als „neuer Stock“ Erwähnung fand. In diesem Vertrag teilten Ulrich von Liechtensteins Urenkel Andreas und Hans die Burg unter sich auf. Dadurch ist bekannt, aus welchen Bauten die Anlage zu jener Zeit bestand. Erwähnt sind darin unter anderem der Wohnturm, ein Marstall, die Ringmauer, ein Brunnen, ein Friedhof, Gärten und mehrere Torbauten, die den Aufgang vom Tal zur Burg sicherten. Im 15. Jahrhundert ließ Rudolf IV. von Liechtenstein die Burg erweitern. Mit dem kinderlosen Tod seines Verwandten Leonhard von Liechtenstein starb die Familie im Mannesstamm aus. Die Burg kam deshalb samt dazugehöriger Herrschaft 1437 an den mit den Liechtensteinern verschwägerten Johann III. von Stubenberg. Seine Nachkommen erweiterten die romanische Anlage im 15. und 16. Jahrhundert im gotischen Stil und befestigten sie mit einem Vorwerk. Allerdings bewohnten sie die Burg nicht selbst, sondern ließen sie von Pflegern verwalten. Im Jahr 1597 weilte der Mathematiker Johannes Kepler als Gast des Andreas (auch Andrä) von Stubenberg auf der Frauenburg.
Wegen hoher Schulden mussten die Stubenberger Teile der Herrschaft Frauenberg seit 1654 veräußern. 1666 erfolgte der Verkauf des verbliebenen Rests samt der Burg an den Grafen Johann Adolf von Schwarzenberg, dessen Familie noch heute Eigentümerin ist. Zu Beginn des 19. Jahrhunderts verlegte sie die Herrschaftsverwaltung auf das Schloss Obermurau. Danach begann der allmähliche Verfall der Frauenburg. 1861 zerstörte ein Feuer einige Teile der Wehranlage, aber wichtige Partien, wie zum Beispiel der mittelalterliche Wohnturm, blieben erhalten. 1962 stürzte dessen hohe Westmauer ein, und auch der Turm drohte nun zu verfallen. Auf Initiative des Steirischen Burgenvereins begannen kurz darauf umfassende Restaurierungsarbeiten an der Gesamtanlage, in deren Zuge die eingestürzte Westmauer in Beton wiederaufgebaut wurde. Heute ist die Burgruine frei zugänglich und dient zudem als Veranstaltungsort für ein alljährliches Burgfest.

## Beschreibung

### Lage
Die Ruine liegt auf einem fast isoliert stehenden Hügel oberhalb von Unzmarkt-Frauenburg, etwa 17 Kilometer westlich von Judenburg. Der Burgplatz macht sich dabei die Hangkante eines Hochtals zunutze, die zum Murtal an der Südost-Seite steil abfällt. An der Südwest-Seite wurde der Felsen senkrecht abgehauen, um auch dort vom Tal unerreichbar zu sein. Heute erfolgt die Zufahrt über die Burgstraße, die von Unzbach kommend und über Frauenburg verlaufend erst aus östlicher Richtung und schließlich nach einem Schwenk von Norden auf die Burg zuführt. Früher gab es einen direkteren Weg aus südöstlicher Richtung, der von mehreren Torbauten gesichert war. Er ist heute durch einen überdachten Treppenaufstieg aus Holz ersetzt, der auch etwas anderes verläuft. Die Burg stand an einem strategisch wichtigen Ort, an dem der damalige Fernreiseweg von Österreich nach Italien vorbeiführte und die Interessen Kärntens, Salzburgs und der Steiermark aufeinander trafen.

### Architektur

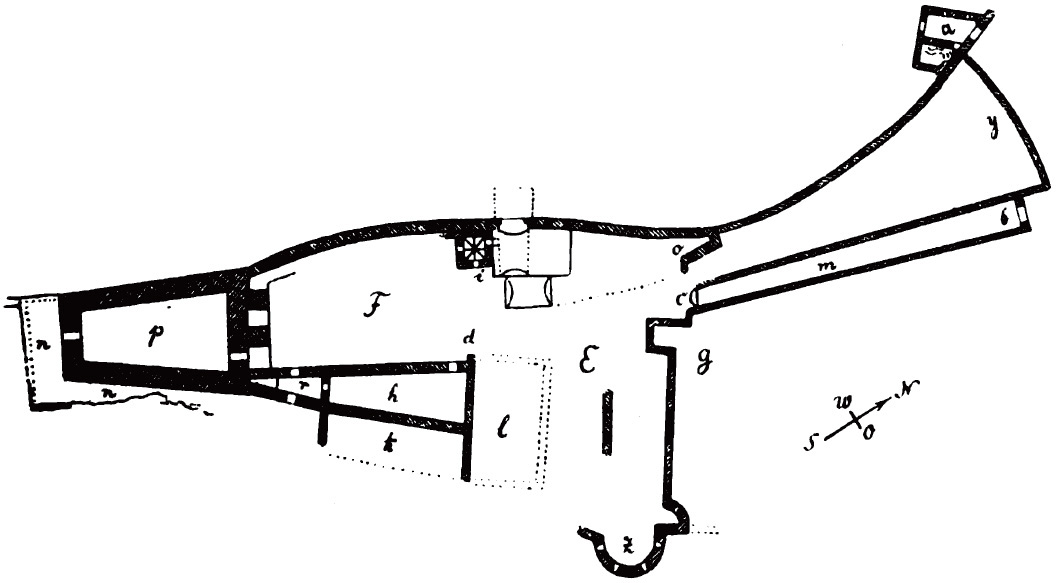
Grundriss der Frauenburg aus dem Jahr 1902

Das bebaute Burgareal erstreckt sich über mehrere Terrassen die von Süden nach Norden abfallen und dabei eine Gesamtlänge von rund 200 Metern einnehmen. Die Mauerreste der Anlage bestehen aus kleinteiligem Bruchsteinmauerwerk ohne ausgeprägte Lagenbildung. Die Ecken sind durch lange Eckquader aus hellem, farbigem Material betont.

#### Jakobskirche
Auf der niedrigsten Terrasse  des Areals steht die Kirche St. Jakob, auch Jakobskirche genannt, die um 1250 errichtet und später barock überbaut wurde. Sie hat den Status einer Pfarrkirche und ist dem heiligen Jakobus dem Älteren geweiht. Schon im 14. Jahrhundert war sie in die Umwehrung der Burg mit einbezogen. Unter ihrem Chor existieren noch Reste des romanischen Vorgängerbaus. Ein 1870 gefundener, römischer Stein ist heute in der Kirche eingemauert. Über kaum mehr lesbaren römischen Buchstaben zeigt er die Inschrift „hie leit ulrich dises houses rehtter erbe“, weshalb er anfangs von Historikern fälschlicherweise als Grabstein Ulrich von Liechtensteins gedeutet wurde. Heute ist jedoch klar, dass der Stein für das Grab von Ulrichs gleichnamigem Enkel bestimmt war. Neben der Kirche steht noch ein altes Schulhaus und das einstige Pfarrgehöft.

#### Wohnturm

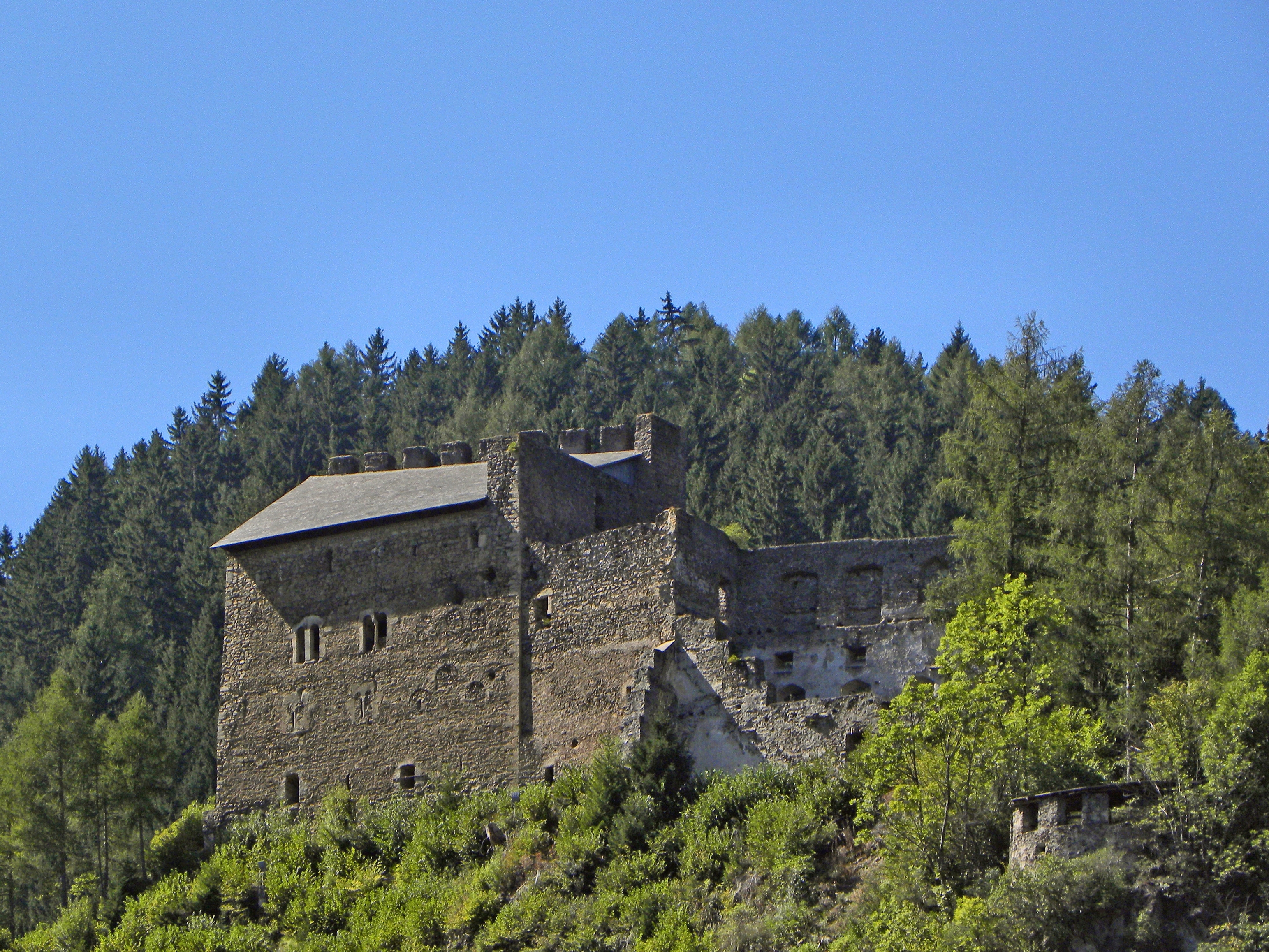
Wohnturm der Frauenburg mit angrenzenden Ruinen, Ansicht von Osten

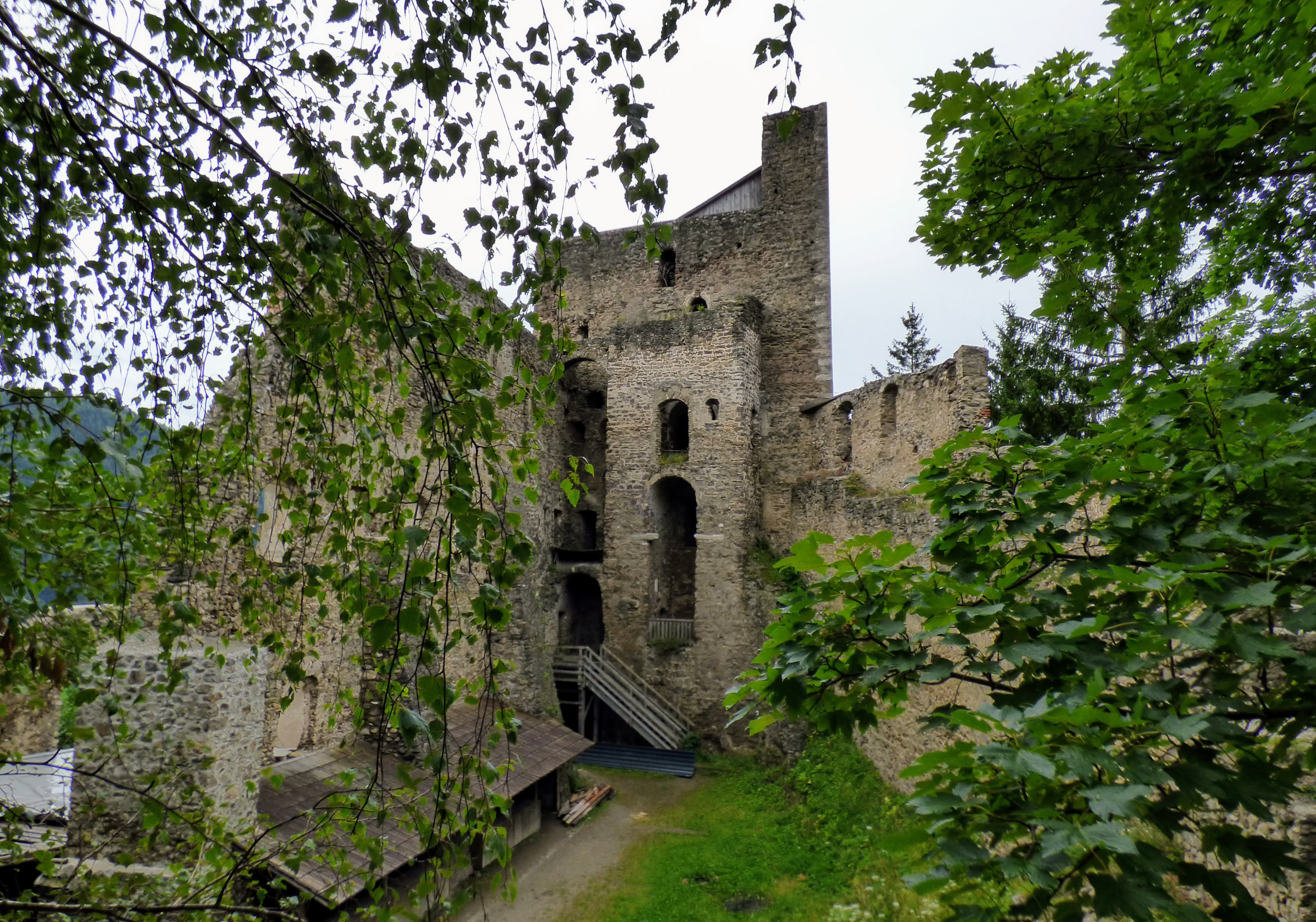
Ansicht von Norden

Auf dem höchsten Punkt des Burgfelsens und damit an seinem südlichen Ende steht der Wohnturm (auch Palas genannt) aus dem 13. Jahrhundert. Seine zwei Meter dicken Mauern sind vier Geschoße hoch und von einem Zinnenkranz abgeschlossen. Hinter diesem befand sich jedoch nie ein Wehrgang, sondern die Zinnen sollten dem Bau in erster Linie ein wehrhaftes Aussehen verleihen. Der Turm ist von einem zum Tal hin geneigten Pultdach bedeckt, das auf dieses Weise gut vor Beschießung von der Bergseite geschützt war. Das Gebäude besitzt einen trapezförmigen Grundriss mit einer lichten Länge von 16 Metern und einer Breite zwischen sechs und zehn Metern. Damit besaß es eine Nutzfläche von etwa 700 m² und war im 13. Jahrhundert einer der größten Wohntürme Österreichs. Das erste und zweit Obergeschoß dienten zu Wohnzwecken, was an der südwestlichen Längsseite durch vier romanische, gekuppelte Fenster erkennbar ist. Drei von ihnen besitzen noch ihre Mittelsäule. Jede dieser Etagen wies früher wohl drei Räume auf. Im ersten Geschoß war dies neben einem Eingangsbereich ein großer Saal mit Kamin und ein kleinerer durch eine Holzwand abgetrennter Raum, der möglicherweise als Küche diente. Die Raumaufteilung des zweiten Geschoßes glich dem des ersten, jedoch gab es keinen Eingangsbereich, sondern eine Kapelle in der Nordecke und zusätzlich einen Abort.
Das Erdgeschoß des Wohnturms war ursprünglich nur durch zwei schmale Lichtschlitze beleuchtet. Es diente vermutlich als Keller und Lagerraum und konnte nur vom darüber liegenden ersten Geschoß erreicht werden. Der heutige Eingang vom Burghof wurde erst später ausgebrochen, ebenso wie die Lichtschlitze zu Rechteckfenstern erweitert wurden. Der ursprüngliche Zugang erfolgte über einen Hocheingang im ersten Stockwerk, der 8,5 Meter über dem heutigen Hofniveau liegt. Die Öffnung ist 2,3 Meter hoch und 1,6 Meter breit. Wie im Mittelalter üblich, war sie wohl über eine hölzerne Treppe erreichbar. Das dritte Geschoß besaß zur Talseite drei Rundbogenfenster und ein Lanzettfenster zum Hof. Wie alle übrigen Etagen war seine zum Berg gewandte Nordwestseite fensterlos. Das Kellergeschoß des Wohnturms ist ein länglicher Raum mit Tonnengewölbe, dessen ebenerdiger Zugang vom Burghof aus über einen fünf Meter langen, in den Fels gehauenen Gang erfolgt.
Dem Wohnturm ist an der zum Hof zeigenden Nordseite ein dreigeschoßiger Anbau vorgesetzt. Er bestand zunächst nur aus zwei dicken Pfeilern, die später durch gemauerte Stege und Bögen miteinander verbunden wurden. Zusätzlich erhielt er einen Balkon aus Holz, der durch einen gemauerten, rampenartigen Aufstieg erreichbar war und zum ursprünglich Hocheingang im ersten Geschoß führte. Der Raum im zweiten Anbaugeschoß ist verputzt und über eine große Rundbogenöffnung mit dem Wohnturm verbunden. Möglicherweise diente er als Apsis der Burgkapelle.

#### Weitere Burggebäude

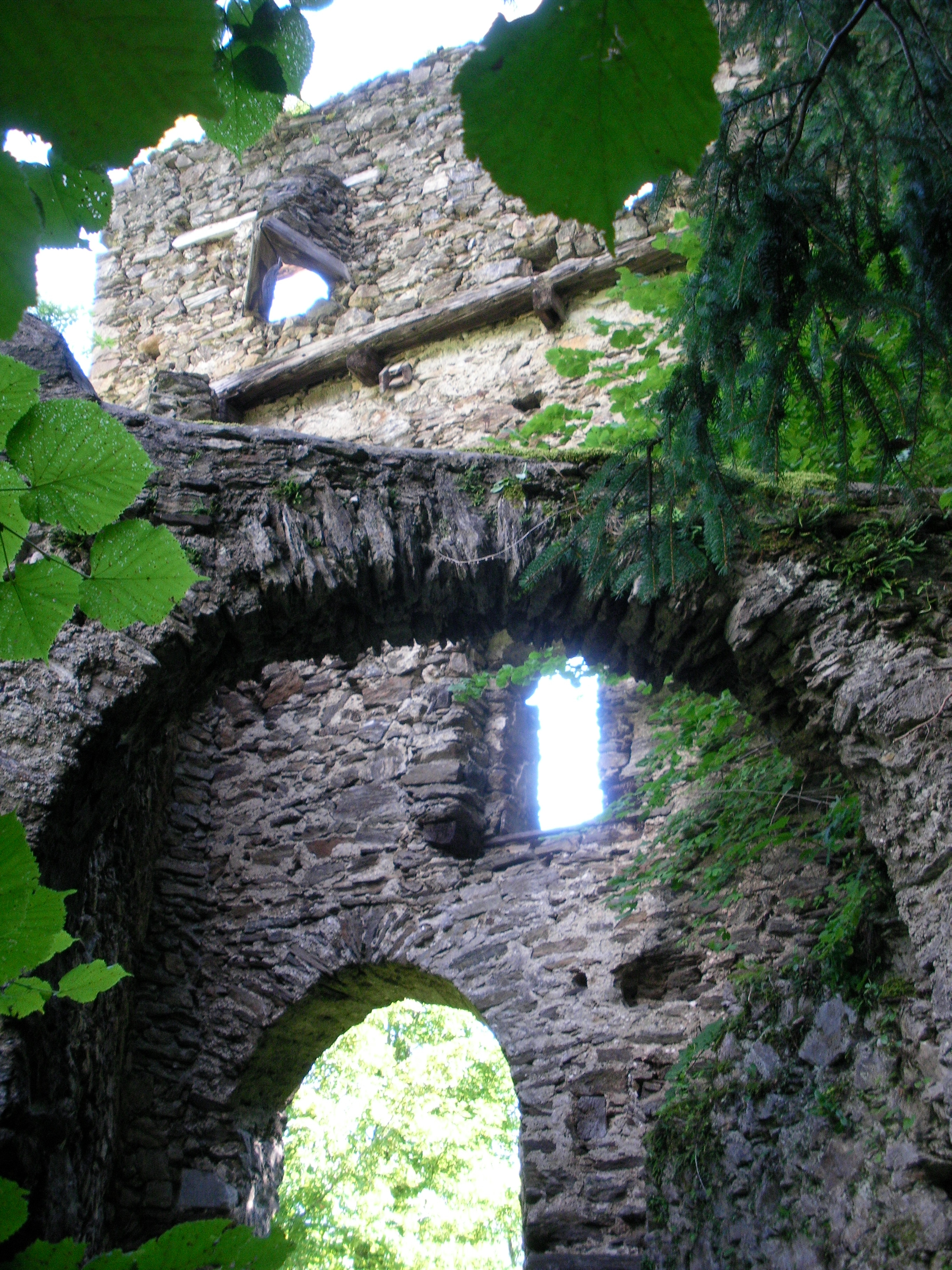
Reste des Nordtors

Nordöstlich schließen sich dem Wohnturm die Reste eines Wohngebäudes aus dem 14. Jahrhundert an. Die Längsmauer an seiner Südostseite ist zum Teil noch in voller Höhe vorhanden. In seinem Erdgeschoß war früher ein Verlies. Der Südostseite wurde (vielleicht später) über die ganze Länge ein gotischer Anbau vorgesetzt. An der Nordseite dieser beiden Bauten stehen die Reste der 1434 errichteten zweiten Burgkapelle, deren gotisches Rippengewölbe zum Teil noch erhalten ist.
An der Nordwestecke des Wohnturms beginnt die hohe Ringmauer der Anlage, deren Wehrgang in Resten noch erhalten ist. Von innen lehnten sich früher weitere Gebäude an sie an, darunter ein viereckiger Treppenturm mit Wendeltreppe in seinem Inneren. Direkt nördlich davon lag ein Tor, das wohl als Zugang für einen von außen davor gebauten Wehrturm zur Bestreichung der Mauer diente. Ein weiteres Tor liegt an der Nordspitze der Burg. Sein rundbogiger Durchgang ist durch einen ummauerten Vorhof und zwei Pechnasen geschützt. Neben diesen beiden Toren gab es innerhalb des Burgareals früher noch zwei weitere.
Die Reste eines Rondells an der Ostseite zeugen noch heute von der einstigen Wehrhaftigkeit der Burg. Von der ehemaligen Zisterne im Burghof ist heute indes nichts mehr zu erkennen.